# Hoplocephalus bungaroides
Hoplocephalus bungaroides är en ormart som beskrevs av Schlegel 1837. Hoplocephalus bungaroides ingår i släktet Hoplocephalus och familjen giftsnokar och underfamiljen havsormar. IUCN kategoriserar arten globalt som sårbar. Inga underarter finns listade i Catalogue of Life.
Arten förekommer i delstaten New South Wales i Australien. Den vistas i områden med sandsten kring Sydney.
Hoplocephalus bungaroides vilar vanligen under vintern gömd i bergssprickor eller under stenar. Under sommaren besöker den skogar och ormen vilar där i trädens håligheter. Födan utgörs främst av ödlor och ibland av andra smådjur. Parningen sker under den kalla årstiden och honor lägger inga ägg utan föder under sommaren 8 till 20 levande ungar per kull. I fångenskap blev några individer 25 år gamla.